# Petersilienstraße

Die Lage der Petersilienstraße, rot markiert auf einem Stadtplan von 1910

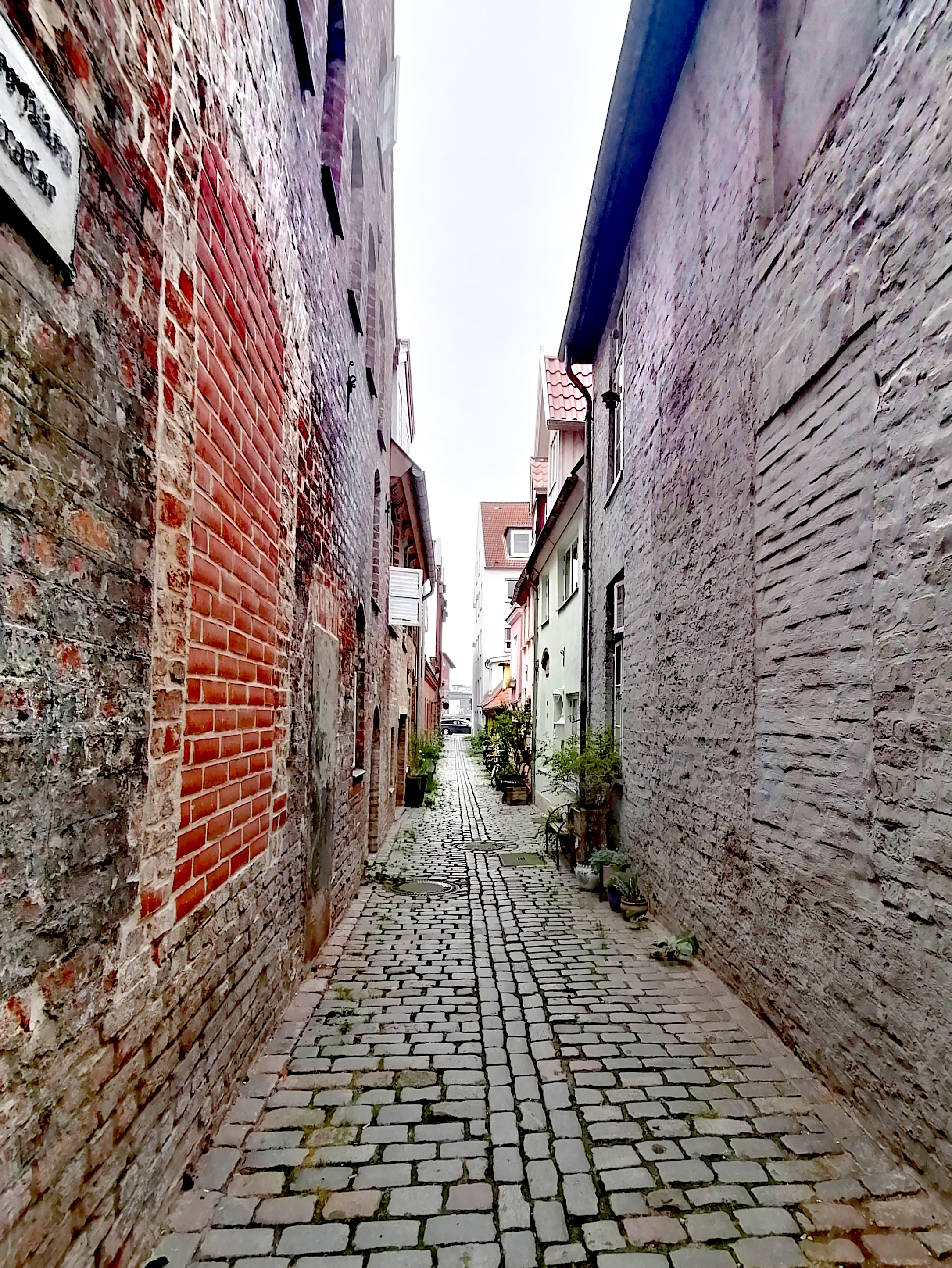
Blick in die Petersilienstraße hinunter

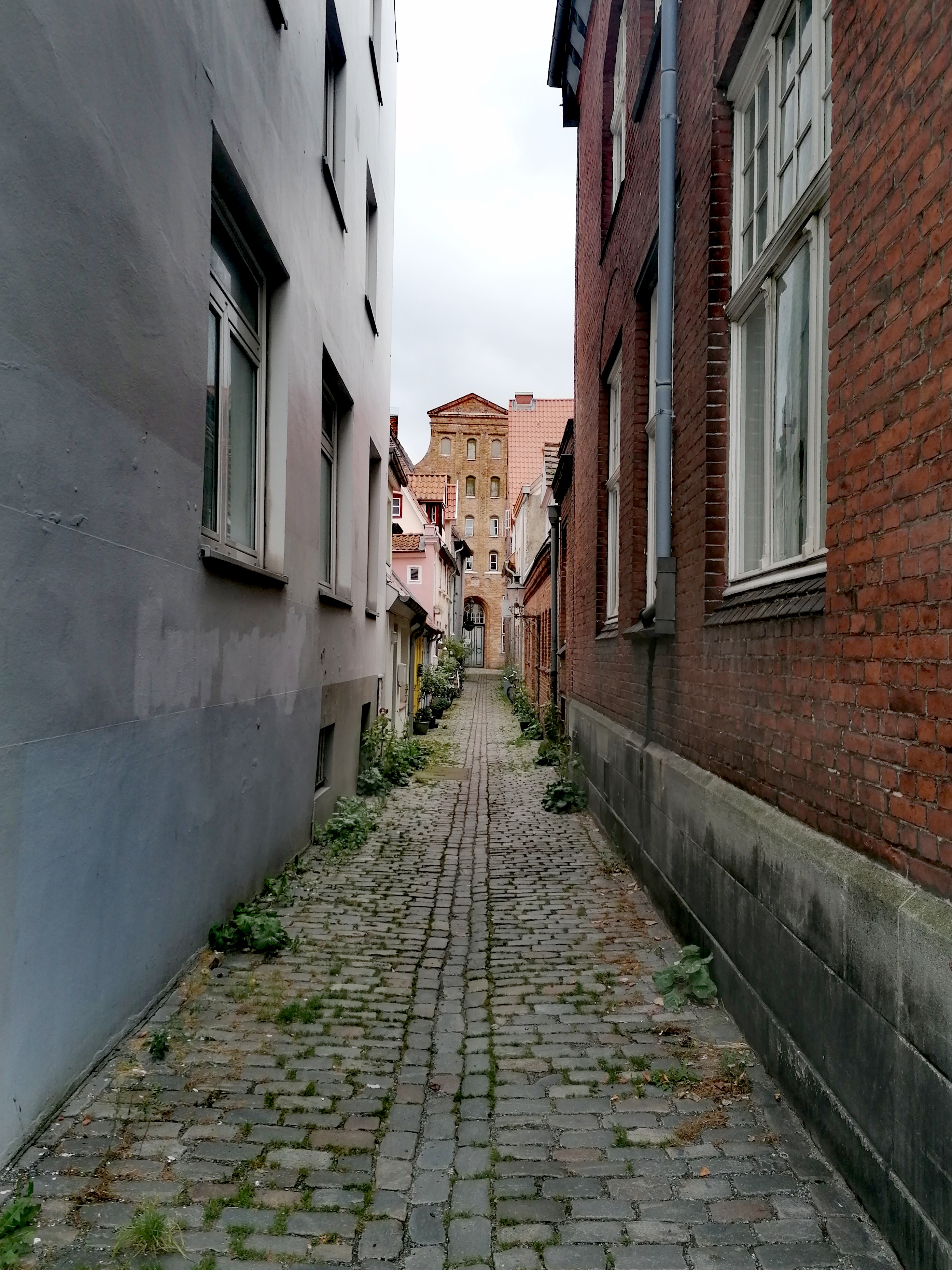
Blick in die Petersilienstraße hinauf

Die Petersilienstraße ist eine Straße der Lübecker Altstadt.

## Lage
Die etwa 60 Meter lange, sehr schmale Petersilienstraße befindet sich im nordwestlichen Teil der Altstadtinsel, dem Marien-Magdalenen Quartier. Sie verbindet die Engelswisch zwischen den Nummern 12 und 14 mit der Straße An der Untertrave zwischen 14 und 16. Die Petersilienstraße hat die Postleitzahl 23552.

## Geschichte
Die in einer Niederung zur Trave hinabführende Straße gehört zu den am spätesten angelegten Innenstadtstraßen. Da noch zu Ende des 13. Jahrhunderts in ihrer Nähe viele Gärtner wohnten, kann angenommen werden, das der Anbau der dort gelegenen Ländereien mit Petersilie die Namensgebung veranlasst hat.
Der frühere Name Goldogenstrate geht auf den dort gelegenen Besitz der Ratsherrenfamilie Goldoghe zurück. Rolof Goldoghe, Ratsherr 1293–99, war für den Bestand von Pferden im Marstall verantwortlich.
Erstmals urkundlich erwähnt wird die Straße 1323 als Goldogenstrate. Diese Bezeichnung wird auch über die folgenden Jahrhunderte beibehalten (1389 Petersilgenstrate, 1458 Peter-Cilienstrate, 1541 Goldenstrate / Petercillienstrate, 1608 Petersyllienstrate). Nur 1541 taucht mit Goldenstrate noch einmal ein Name auf, der einen Rückgriff auf die früheste Bezeichnung Goldogenstrate darstellt.
Der heutige Name wurde 1852 amtlich festgelegt.

## Bauwerke
- Petersilienstraße 4, neuzeitlich verändertes zwischen 1475 und 1549 errichtetes Renaissancehaus mit Elementen des 18., 19. und 20. Jahrhunderts, kleines Zwerchhaus mit Dreiecksgiebel. Bis 1448 war das Grundstück im Besitz von Engelswisch 12.

Es wurde im 19. Jh. von Seefahrern, Ballastböter, Fischern und Schiffszimmerleuten bewohnt.

## Gänge und Höfe
Von der Petersilienstraße geht folgender der Lübecker Gänge und Höfe ab (nach Hausnummern):
- 10: Höppners Gang